# توکوگاوا ناری‌یوکی
توکوگاوا ناری‌یوکی (به ژاپنی: 徳川斉順)؛ (۱۶ اکتبر، ۱۸۰۱ – ۱ ژوئن، ۱۸۴۶). وی یک دایمیو در ژاپن در طول دوره ادو (۱۶۰۳–۱۸۶۸) بود. او هفتمین پسر شوگون یازدهم از شوگونسالاری توکوگاوا، توکوگاوا ایه‌ناری و پدر شوگون چهاردهم توکوگاوا ایه‌موچی بود.